# Terra Estrangeira
Terra Estrangeira é um filme luso-brasileiro de 1996, do gênero drama, dirigido por Walter Salles e co-dirigido por Daniela Thomas. Em novembro de 2015 o filme entrou na lista feita pela Associação Brasileira de Críticos de Cinema (Abraccine) dos 100 melhores filmes brasileiros de todos os tempos.

## Sinopse
O filme trata da solidão vivida pelos imigrantes. Conta a história de Paco (Fernando Alves Pinto),  que deseja conhecer a terra de sua mãe. Após a morte dela, e sem dinheiro após o confisco promovido por Collor, Paco aceita entregar um pacote misterioso, a pedido do também misterioso Igor (Luís Mello), em Portugal, em troca do custeio da viagem. Após perder o pacote, ele encontra-se com Alex (Fernanda Torres), brasileira que trabalha como garçonete em Portugal e que vive com Miguel (Alexandre Borges), um músico-contrabandista viciado em heroína. Em fuga para a Espanha, Paco é perseguido por bandidos interessados no pacote.

## Elenco
- Fernando Alves Pinto.... Paco
- Laura Cardoso.... Manuela (mãe)
- Luís Mello.... Igor
- Fernanda Torres.... Alex
- Alexandre Borges.... Miguel
- Tchéky Karyo.... Kraft
- João Lagarto.... Pedro
- Beth Coelho
- Gerald Thomas

## Produção
Terra Estrangeira foi o primeiro filme de uma longa parceria entre os diretores Walter Salles e Daniela Thomas. Foi Walter que idealizou o filme, inspirado em um navio encalhado no litoral de Cabo Verde, e convidou Daniela para uma parceria, pois segundo ele, a cineasta possuía o senso estético ideal para a produção devido o seu trabalho no teatro.
Após uma série de ensaios com o elenco e leitura de textos, uma equipe reduzida do filme embarcou para Lisboa para realizar as gravações.  No Brasil, cenas foram gravadas na cidade de São Paulo. A fotografia do filme é de Walter Carvalho e o filme foi todo rodado em preto e branco.

## Banda Sonora
A canção-tema do filme é a música Vapor Barato escrita por Jards Macalé e Waly Salomão e interpretada por Gal Costa. A música Fran Dance interpretada por Miles Davis e John Coltrane também é recorrente..
O fado Estranha Forma de Vida, da autoria de Amália Rodrigues, é interpretado pela cantora portuguesa Maria João.

## Lançamento
O filme marcou, ao lado de Carlota Joaquina: Princesa do Brazil e O Quatrilho, uma era de retomada da produção no cinema brasileiro após os ataques do então presidente da república, Fernando Collor, aos incentivos de produções culturas no Brasil.
Foi selecionado para mais de 40 festivais pelo mundo. Na Itália, foi exibido no Bergamo Film Meeting. Participou ainda do Miami Brazilian Film Festival, nos Estados Unidos, e do Taipei Golden Horse Film Festival, em Taiwan. Além do Brasil, o filme foi comercializado também em Portugal, Holanda, França, Reino Unido e outros países.

## Recepção

### Resposta da crítica
Terra Estrangeira foi muito bem recebido pelos críticos que elogiaram a produção, direção, roteiro, fotografia e atuações do elenco do filme. O filme também foi aclamado pelo público. Entre os usuários do site agregador de resenhas AdoroCinema, o filme possui uma média de 3,8 de 5 estrelas com base em 26 notas e 2 críticas. Em 2015, a Associação Brasileira de Críticos de Cinema (Abraccine) classificou o filme na posição 47° no ranking de 100 melhores filmes brasileiros de todos os tempos.
Victor Martins, em sua crítica ao site Cinematologia, classificou o filme uma nota 4 de 5 e escreveu: "[...] Terra Estrangeira não é apenas um filme que conta uma história simples sobre sentimentos, a obra relata como podemos nos encontrar em outras pessoas e dessa forma, construirmos nosso lar e edifica-lo com amor, amizade e confiança."
Marcelo Müller, do site Papo de Cinema, deu ao filme a avaliação máxima e disse: "Manifestando o embate entre o ímpeto da juventude e as barreiras impostas pela conjuntura sócio-política, seja a do Brasil, antes chamado de pais do futuro, ou a da Europa, o Velho Continente decrépito, simbolizado pelo navio encalhado à beira da praia, Terra Estrangeira se apresenta como um filme pungente, bonito em sua abordagem dura e melancólica da realidade."

### Prêmios e indicações
| Ano  | Prêmio                                | Categoria                | Nomeações                                                          | Resultado                 | Ref.   |
| ---- | ------------------------------------- | ------------------------ | ------------------------------------------------------------------ | ------------------------- | ------ |
| 1996 | Prêmio Golden Rosa Camuna             | Melhor Direção           | Walter Salles e Daniela Thomas                                     | Venceu                    | [ 12 ] |
| 1996 | Entrevues Internetional Film Festival | Melhor Filme Estrangeiro | Terra Estrangeira                                                  | Venceu                    | [ 13 ] |
| 1996 | Troféu APCA                           | Melhor Roteiro           | Marcos Bernstein, Millor Fernandes, Walter Salles e Daniela Thomas | Venceu[carece de fontes?] |        |
| 1996 | Prêmio Guarani de Cinema Brasileiro   | Melhor Filme             | Terra Estrangeira                                                  | Venceu                    | [ 14 ] |
| 1996 | Prêmio Guarani de Cinema Brasileiro   | Melhor Direção           | Walter Salles e Daniela Thomas                                     | Venceu                    | [ 14 ] |
| 1996 | Prêmio Guarani de Cinema Brasileiro   | Melhor Atriz             | Fernanda Torres                                                    | Indicado                  | [ 14 ] |
| 1996 | Prêmio Guarani de Cinema Brasileiro   | Melhor Ator              | Fernando Alves Pinto                                               | Indicado                  | [ 14 ] |
| 1996 | Prêmio Guarani de Cinema Brasileiro   | Melhor Ator Coadjuvante  | Luís Melo                                                          | Indicado                  | [ 14 ] |
| 1996 | Prêmio Guarani de Cinema Brasileiro   | Melhor Roteiro           | Marcos Bernstein, Millor Fernandes, Walter Salles e Daniela Thomas | Venceu                    | [ 14 ] |
| 1996 | Prêmio Guarani de Cinema Brasileiro   | Melhor Fotografia        | Walter Carvalho                                                    | Venceu                    | [ 14 ] |
| 1996 | Prêmio Guarani de Cinema Brasileiro   | Melhor Trilha Sonora     | José Miguel Wisnik                                                 | Indicado                  | [ 14 ] |
| 1996 | Margarida de Prata                    | Melhor Filme             | Terra Estrangeira                                                  | Venceu                    | [ 15 ] |